# Cien años de perdón
Cien años de perdón és una pel·lícula espanyola de suspens dirigida per Daniel Calparsoro i escrita per Jorge Guerricaechevarría, produïda per K&S Films. Es va estrenar el 3 de març de 2016 a l'Argentina i el 4 de març de 2016 a Espanya.

## Argument
Un grup d'atracadors liderats per L'Uruguaià es disposa a robar un banc a València. La seva comesa és fer-se amb el major nombre de caixes de seguretat possibles i fugir a través d'un túnel excavat que comunica directament el banc amb una estació de metro abandonada. Però el cap de premsa de la Presidència del Govern descobreix l'autèntic propòsit dels lladres: busquen la caixa 314, on Gonzalo Soriano, exmembre del govern ara en coma després d'un greu accident, va dipositar documents amb informació comprometedora.
Els plans de l'Uruguaià i la seva banda es torcen quan una incessant pluja inunda el túnel i els deixa sense escapatòria i, a pesar que el robatori és un muntatge d'una facció del partit en el govern, el personal de seguretat del banc no ha rebut les instruccions de deixar-los escapar.

## Repartiment[2]
- Luis Tosar com El Gallego.
- Rodrigo de la Serna com El Uruguayo.
- Raúl Arévalo com Ferrán.
- José Coronado com Mellizo.
- Joaquín Furriel com Loco.
- Patricia Vico com Sandra.
- Marian Álvarez com Cristina.
- Luciano Cáceres com Varela.
- Luis Callejo com Domingo.
- Nani Jiménez com Laura.
- Maria Molins com Marina.

## Producció
Cien años de perdón és una producció de Morena Films, Vaca Films i Telecinco Cinema en coproducció amb Telefónica Studios, Telefe, K&S Films (Argentina) i Mare Nostrum Productions (França). Compta amb la participació de Movistar +, ICAA – Ministeri de Cultura, Eurimages i, Ibermedia. El rodatge es va desenvolupar al llarg de 8 setmanes a Buenos Aires, Gran Canària i València. Twentieth Century Fox va distribuir la pel·lícula a Espanya, Llatinoamèrica i Estats Units.

## Premis i nominacions
XXXI Premis Goya
| Categoria              | Nominats                 | Resultat |
| ---------------------- | ------------------------ | -------- |
| Millor actor revelació | Rodrigo de la Serna      | Nominat  |
| Millor guió original   | Jorge Guerricaechevarría | Nominat  |

XXVI Premis de la Unión de Actores
| Categoria                   | Nominats     | Resultat |
| --------------------------- | ------------ | -------- |
| Millor actor de repartiment | Luis Callejo | Nominat  |

Premis Mestre Mateo 2017
| Categoria                   | Nominats                 | Resultat  |
| --------------------------- | ------------------------ | --------- |
| Millor actor                | Luis Tosar               | Guanyador |
| Millor pel·lícula           |                          | Nominada  |
| Millor director             | Daniel Calparsoro        | Nominat   |
| Millor guió                 | Jorge Guerricaechevarría | Nominat   |
| Millor fotografia           | Josu Inchaústegui        | Nominat   |
| Millor muntatge             | Antonio Frutos           | Nominat   |
| Millor vestuari             | Patricia Monné           | Nominada  |
| Millor disseny de producció | Pedro de Gaspar          | Nominat   |